# Chemuhe Shuiku
Chemuhe Shuiku (kinesiska: 车木河水库) är en reservoar i Kina. Den ligger i provinsen Yunnan, i den sydvästra delen av landet, omkring 59 kilometer sydväst om provinshuvudstaden Kunming. Chemuhe Shuiku ligger 1 945 meter över havet. Arean är 2,3 kvadratkilometer. I omgivningarna runt Chemuhe Shuiku växer i huvudsak blandskog. Den sträcker sig 4,4 kilometer i nord-sydlig riktning, och 3,5 kilometer i öst-västlig riktning.
Genomsnittlig årsnederbörd är 912 millimeter. Den regnigaste månaden är juni, med i genomsnitt 182 mm nederbörd, och den torraste är februari, med 9 mm nederbörd.